# Jörg Burow

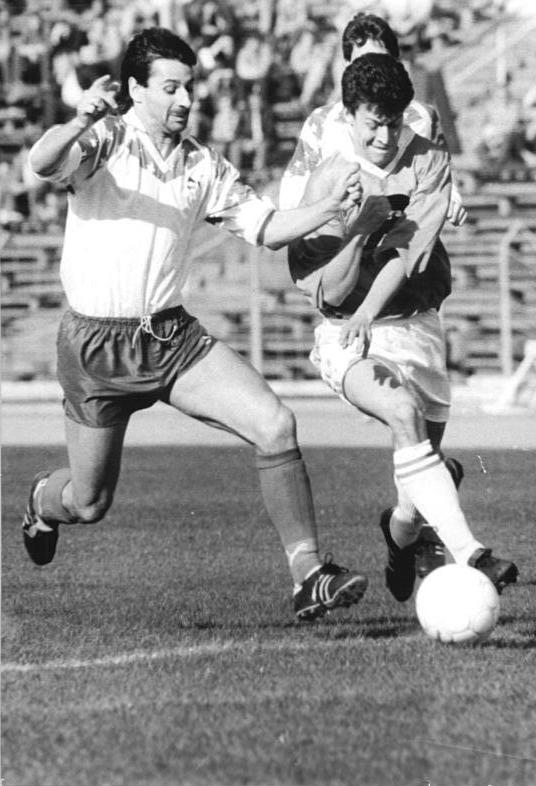
Burow (links) 1990 für Energie Cottbus

Jörg Burow (* 30. März 1961 in Zeulenroda) ist ein ehemaliger Fußballspieler. Er spielte in der DDR-Oberliga, der höchsten Spielklasse des DDR-Fußball-Verbandes. Dort spielte er für den FC Carl Zeiss Jena und die BSG Energie Cottbus. Burow ist jeweils vierfacher Junioren- und Nachwuchs-Nationalspieler der DDR.

## Fußball-Laufbahn

### Nachwuchs
Burow begann seine Laufbahn als Fußballspieler bei der Betriebssportgemeinschaft (BSG) Einheit im thüringischen Triebes. Im Alter von 13 Jahren delegierte ihn die BSG zum Fußballschwerpunkt der Region, dem FC Carl Zeiss Jena. Dort durchlief er die üblichen Nachwuchsmannschaften bis zur Nachwuchsoberliga. Im Sommer 1977 wurde Burow in den Kader der DDR-Junioren-Nationalmannschaft berufen und bestritt am 7. Oktober 1977 als Innenstürmer sein erstes Junioren-Länderspiel. Diesem folgten bis Mai 1979 drei weitere Länderspiele. Anschließend rückte Burow in die Nachwuchsnationalmannschaft auf, für die er im Oktober 1980 ebenfalls als Stürmer vier Länderspiele bestritt.

### Oberliga

#### FC Carl Zeiss Jena
Seinen Einstand in der DDR-Oberliga gab Burow im Alter von 18 Jahren. Am 23. Mai 1979 wurde er in der Begegnung des 23. Spieltages der Saison 1978/79 Union Berlin – FC Carl Zeiss (0:1) in der 74. Minute eingewechselt. In dieser Saison war er nominell noch Spieler der Nachwuchsoberliga-Mannschaft, erst für die Spielzeit 1979/80 wurde er offiziell in die 1. Mannschaft übernommen. Seinen Durchbruch zum Stammspieler erreichte der 1,80 m große Burow erst in der Saison 1982/83. Bis dahin hatte er in den zurückliegenden vier Spielzeiten nur 20 Oberligaspiele absolviert. 1982/83 kam er auf 24 Erstligaeinsätze, in denen er abwechselnd als Mittelstürmer oder Linksaußen eingesetzt wurde. Mit seinen sechs Toren gehörte er zu den torgefährlichsten Spielern der Jenaer. 1983/84 konnte er seine Einsatzrate mit 25 Oberligaspielen noch einmal steigern und kam erneut auf sechs Punktspieltore. Danach senkte sich seine Leistungskurve, und Burow tendierte zunehmend zum Ersatzspieler. 1987/88 hatte er sein absolutes Leistungstief beim FC Carl Zeiss erreicht, bei seinen 20 Punktspieleinsätzen stand er nur siebenmal in der Anfangself. Auch im Pokalendspiel am 4. Juni 1988, das Jena mit 0:2 n. V. gegen den Berliner FC Dynamo verlor, war er nur Ersatzspieler und wurde erst in der Verlängerung in der 110. Minute eingewechselt.

#### BSG Energie Cottbus
Aufgrund dieser Entwicklung genehmigte der DDR-Fußball-Verband im Sommer 1988 dem Wechsel zum Oberligisten BSG Energie Cottbus. Nach einer etwas schwierigen Saison 1988/89 mit nur 14 Vollzeiteinsätzen bei 20 absolvierten Punktspielen hatte Burow 1989/90 noch einmal eine erfolgreiche Spielzeit. Von den durchgeführten 26 Punktspielen bestritt er 23 und war mit seinen fünf Toren wieder einer der erfolgreichsten Stürmer. In beiden Spielzeiten war Burow in der Regel als rechter Außenstürmer eingesetzt worden. Als 29-Jähriger nahm Burow 1990/91 seine letzte Erstligasaison in Angriff. Diese startete für ihn zunächst mit Ausfällen in den ersten fünf Spieltagen, danach folgten sechs regelmäßige Einsätze als Mittelfeldspieler, gefolgt von sechs weiteren Spielen in der Rückrunde in unregelmäßigen Abständen.

### VfL Sindelfingen
Mit seinem Abschied von Cottbus beendete Burow zugleich seine Laufbahn als Hochleistungsspieler. Er ließ sich in Süddeutschland nieder und schloss sich dem VfL Sindelfingen an. Dort spielte er von 1991 bis 1993 in der Oberliga Baden-Württemberg (damals dritthöchste Spielklasse) und nach dem Abstieg 1993 in der Verbandsliga. In seinen beiden Amateuroberliga-Spielzeiten absolvierte Burow fünf bzw. neun Punktspiele.

### Tor des Monats
Neben dem Erfolg beim FC Carl Zeiss Jena mit dem Erreichen des Pokalendspiels 1988 hatte Burow 1986 ein Erfolgserlebnis besonderer Art. Beim FC Carl Zeiss war Burow bekannt für seine scharf angeschnittenen Freistöße, die mitunter auch im Bogen um die Abwehrmauer herum ihr Ziel ins Tor fanden. Ein solches Tor erzielte er auch am 12. September 1986 im Spiel FC Carl Zeiss – Stahl Brandenburg (2:0). Dieser Treffer wurde im westdeutschen ARD-Fernsehen zum Tor des Monats gewählt. Es war das einzige Mal, dass ein DDR-Torschütze solchermaßen geehrt wurde. Die Medaille konnte Burow erst nach der Wende von 1989 entgegennehmen, weil ihm 1986 von den DDR-Behörden die Reise nach Köln verwehrt worden war.

### Statistik
- FC Carl Zeiss Jena:
  - 136 DDR-Oberligaspiele (21 Tore)
  - 18 DDR-Pokalspiele (4)
  - 8 Europapokalspiele
- BSG Energie Cottbus:
  - 55 DDR-Oberligaspiele (6)
- VfL Sindelfingen:
  - 14 Amateur-Oberligaspiele (1)